# Lee Shin-young
Lee Shin-young (Chilgok-gun, Provincia de Gyeongsang del Norte; 24 de enero de 1998) es un actor de televisión, teatro y musicales surcoreano.

## Carrera
Es miembro de la agencia "Forest Entertainment".
El 17 de junio del 2018 se unió al elenco de la serie web Re:Playlist, donde interpretó por primera vez al joven estudiante Lee Chan-hyuk, quien está enamorado de Im Soo-ji (Seo Hye-won). 
El 19 de julio del mismo año Shin-young volvió a dar vida a Chan-hyuk ahora en la serie web Just One Bite, hasta el final de la segunda temporada el 6 de abril del 2019.
El 14 de diciembre del 2019 se unió al elenco recurrente de la serie Crash Landing on You, donde interpretó a Park Gwang-bum, un soldado y primer teniente de la 5ª compañía del ejército de Corea del Norte, así como uno de los hombres en quienes más confía Ri Jung-hyuk (Hyun Bin), hasta el final de la serie el 16 de febrero del 2020.
El 6 de abril del 2020 se unió al elenco principal de la serie Contract Friendship (también conocida como "How to Buy a Friend"), donde dio vida al estudiante Park Chan-hong, un joven con la altura, peso y calificaciones promedio, con una presencia tan débil que termina escribiendo un poema debido a una inesperada circunstancia que lo hace enfrentarse al mayor momento decisivo de su vida, hasta el final de la serie el 14 de abril del mismo año.
Aunque en enero de 2021 se confirmó que se había unido al elenco principal de la serie At A Distance Spring Is Green, donde interpretaría a Nam Soo-hyun, sin embargo en marzo del mismo año se anunció que había debajo la serie debido a problemas con la programación de su agenda.
En el año 2021 se unió al elenco de la serie Bite Sisters, donde interpretó a Jung Sung Min.
En 2022 se unirá al elenco de la serie Rookies, donde dará vida a Kim Tak, un ex-atleta de judo.

## Filmografía

### Cine
| Año  | Título  | Hangul   | Papel         | Ref.          |
| ---- | ------- | -------- | ------------- | ------------- |
| 2023 | Rebound | 리바운드 | Cheon Ki-beom | [ 19 ] [ 20 ] |

### Series de televisión
| Año     | Título                      | Personaje           | Cadena  | Notas                   | Ref.                 |
| ------- | --------------------------- | ------------------- | ------- | ----------------------- | -------------------- |
| 2018    | Replaylist                  | Lee Chan-hyuk       |         | Serie web, 3episodios   |                      |
| 2018    | Just One Bite               | Lee Chan-hyuk       | NaverTV | Serie web, 8 episodios  |                      |
| 2019    | It's Okay To Be Sensitive 2 | Seo Min-jun         | NaverTV | Serie web, 10 episodios |                      |
| 2019    | Just One Bite 2             | Lee Chan-hyuk       | NaverTV | Serie web, 10 episodios |                      |
| 2019-20 | Crash Landing on You        | Tte. Park Gwang-bum | tvN     | 16 episodios            |                      |
| 2020    | How to Buy a Friend         | Park Chan-hong      | KBS2    | 8 episodios             | [ 21 ] [ 22 ] [ 23 ] |
| 2020-21 | Awaken                      | Jang Ji-wan         | tvN     | 16 episodios            |                      |
| 2021    | Bite Sisters                | Jung Sung-min       | YouTube |                         |                      |
| 2022    | Rookie Cops                 | Kim Tak             | Disney+ | 16 episodios            | [ 24 ]               |
| 2024    | Cautivar a un rey           | Kim Myung-ha        | tvN     |                         | [ 25 ]               |

### Apariciones en videos musicales
| Año  | Artista             | Canción              | Notas                        |
| ---- | ------------------- | -------------------- | ---------------------------- |
| 2018 | Ben (Lee Eun-young) | "Love Me Once Again" | apareció junto a Seo Hye-won |

### Revistas / sesiones fotográficas
| Año  | Título                | Notas                  |
| ---- | --------------------- | ---------------------- |
| 2020 | Nylon Korea           | (publicación de abril) |
| 2020 | Arena HOMME+ Magazine | (publicación de marzo) |
| 2020 | Dazed Korea Magazine  | [ 28 ]                 |

### Anuncios
| Año  | Título                                  | Notas |
| ---- | --------------------------------------- | ----- |
| 2018 | Fitz - "Super clear" (FITZ 맥주 바이럴) |       |
| 2018 | 중국 핸드폰 VIVO TV-CF                  |       |
| 2019 | SKT 바이럴                              |       |

## Premios y nominaciones
| Año  | Premio               | Categoría                                 | Trabajo             | Resultado |
| ---- | -------------------- | ----------------------------------------- | ------------------- | --------- |
| 2020 | 34th KBS Drama Award | Best Actor in One Act/Special/Short Drama | How to Buy a Friend | Ganó      |
| 2020 | Asia Model Award     | New Star Award - Male Actor               | -                   | Ganó      |